# Caleb Fairly
Caleb Fairly (Amarillo, 19 februari 1987) is een Amerikaans voormalig professioneel wielrenner. 
In 2015 wist Fairly een twaalfde plek in de wacht te slepen in de nieuw op de kalender verschenen Classica Corsica. Kort nadat hij een jaar later (andermaal op Corsica) ook nog verdienstelijk zeventiende werd in de openingsetappe van het Internationaal Wegcriterium, maakte Fairly zijn voornemen wereldkundig datzelfde jaar nog na de Ronde van Californië te stoppen met wielrennen.

## Overwinningen
2010
- 3e etappe Ronde van de Bahama's
- Eindklassement Ronde van de Bahama's
- Ronde van de Battenkill

## Resultaten in voornaamste wedstrijden
| Jaar | Ronde van Italië | Ronde van Frankrijk | Ronde van Spanje |
| ---- | ---------------- | ------------------- | ---------------- |
| 2013 |                  |                     | 112e             |
| 2014 |                  |                     |                  |
| 2015 | 134e             |                     |                  |
| 2016 |                  |                     |                  |

| Jaar | Luik-Bast.‑Luik | Ronde van Lombardije | Waalse Pijl | Clásica San Sebastián |
| ---- | --------------- | -------------------- | ----------- | --------------------- |
| 2013 |                 | opgave               |             | opgave                |
| 2014 |                 |                      |             |                       |
| 2015 | opgave          |                      | 95e         |                       |
| 2016 | 153e            |                      | opgave      |                       |

## Ploegen
- 2010- Garmin-Transitions (stagiair)
- 2011- Team HTC-High Road
- 2012- Team SpiderTech-C10
- 2013- Team Garmin-Sharp
- 2014- Garmin Sharp
- 2015- Team Giant-Alpecin
- 2016- Team Giant-Alpecin